# Dispositiv
Unter Dispositiv (von französisch dispositif ‚Maßnahme, Vorrichtung, Handlungsplan‘; im internationalen Recht: Standpunktpapier einer Institution) versteht man in den Sozialwissenschaften im Anschluss an Michel Foucault eine Vielzahl von Vorkehrungen, die es erlauben, eine strategische Operation vor allem zum Zwecke der Ausübung von Macht durchzuführen. Dabei handelt es sich unter anderem, aber nicht ausschließlich um Motive, die sich in bestimmten Diskursen und gesellschaftlich für die Wahrheitsproduktion relevanten Institutionen manifestieren.

„Was ich unter […] [Disposition] festzumachen versuche ist erstens ein entschieden heterogenes Ensemble, das Diskurse, Institutionen, architekturale
Einrichtungen, reglementierende Entscheidungen, Gesetze, administrative Maßnahmen, wissenschaftliche Aussagen, philosophische, moralische oder philanthropische Lehrsätze, kurz: Gesagtes ebenso wohl wie Ungesagtes umfasst. Soweit die Elemente des Dispositivs. Das Dispositiv selbst ist das Netz, das zwischen diesen Elementen geknüpft werden kann. Zweitens möchte ich mit dem Dispositiv gerade die Natur der Verbindung deutlich machen […] Kurz gesagt gibt es zwischen diesen Elementen, ob diskursiv oder nicht, ein Spiel von Positionswechseln und Funktionsveränderungen […] Drittens verstehe ich unter Dispositiv eine Art von – sagen wir – Formation, deren Hauptfunktion zu einem gegebenen historischen Zeitpunkt darin bestanden hat, auf einen Notstand (urgence) zu antworten. Das Dispositiv hat also eine vorwiegend strategische Funktion.“

Foucault entwickelte den Begriff im Rahmen seiner Diskursanalyse, vergleichbar damit ist etwa der Begriff eines historischen a priori. Grundlegend ist die Annahme, dass Verhalten, um als soziale Handlung wahrgenommen werden zu können, den Regeln des Dispositivs genügen muss, gerade auch als negativ oder unnormal bewertetes Verhalten.
Die von Foucault aufgezählten historischen Gegebenheiten betrachtet er als „Elemente“ des Gesamtdispositivs, das eine historische Einheit darstellt: Seine Geltung ist räumlich und zeitlich begrenzt und daran gebunden, dass seine Regeln befolgt und seine Institutionen benutzt werden. Dabei können einzelne Elemente auch Teil mehrerer Dispositive sein und auf ein neues Dispositiv vererbt werden, denn „Das Dispositiv ist das Netz, das zwischen diesen Elementen geknüpft ist.“ (Foucault, Dispositive der Macht) Dieses Netz kann als Entscheidungsraster verstanden werden, das die Überzeugungen der beteiligten Personen im Sinne der Wissenssoziologie hervorbringt und reguliert.
Ein an Foucault anschließender und erweiterter Dispositivbegriff wird von Gilles Deleuze vorgeschlagen, der die Dynamik und Ereignishaftigkeit innerhalb von Dispositiven in den Vordergrund stellt.

## Dispositiv, Diskurs und Wirklichkeit
Foucault analysierte Dispositive vor allem unter dem Aspekt der Machtverteilung und in ihrer Rolle als Herrschaftsinstrumente und spricht dabei insbesondere vom Sicherheitsdispositiv und vom Sexualitätsdispositiv. Dabei ist nicht entscheidend, welche Elemente das Dispositiv ausmachen, sondern wie die Elemente die alltäglichen Diskurse und Praktiken bestimmen, die wieder Gegenstände und soziale Tatbestände hervorbringen, die entweder das alte Dispositiv reproduzieren oder ein neues hervorbringen.
Nach Foucault „bilden“ Diskurse „systematisch die Gegenstände“, von denen sie sprechen oder handeln. Sie stellen Überzeugungen bereit, nach denen Wirklichkeit gestaltet wird, indem sie mit Autorität bestimmte Formen und Inhalte von Überzeugungen und Problemen aus der Vergangenheit in die Gegenwart transportieren. Damit gestalten Diskurse unser Denken, Fühlen, Wollen und Handeln grundlegend. Durch den Diskurs werden nicht nur die Gegenstände geordnet und bewertet, sondern auch entschieden, was überhaupt als Gegenstand in Frage kommt, d. h., die erfahrbare Wirklichkeit kann sich in der Diskurstheorie nur in den diskursiv gültigen Formen zeigen. Das Dispositiv stellt die Verflechtung der diskursiven Elemente, d. h. das, was zu einer bestimmten Zeit in einer bestimmten Gesellschaft als denk- und sagbar gilt, mit sozialen Praktiken und Gegenständen dar, die für diese Praktiken von Bedeutung sind.

### Beispiele
Am Beispiel archäologischer Artefakte lässt sich die Vorstellung von Dispositiven erklären: Gegenstände, deren Gebrauch und Zweck uns nicht mehr bekannt sind, geben uns Rätsel auf. Wozu wurde der Gegenstand X benutzt? Wer konnte – und durfte – ihn gebrauchen? Wie oft ist der Gegenstand verändert worden, bis er seine endgültige Form erreicht hat? Wie viele diskursive Praktiken mussten durchlaufen werden, bevor man sich einigte, den Gegenstand so und nicht anders zu gestalten? Es gab eine Zeit, in der er evident war – wichtig oder sogar überlebensnotwendig. Heute sagt er uns nichts mehr. Das damalige Sprechen über seinen Zweck, sein Eingebundensein in ein bestimmtes System des Denkens und der Vorstellung von Welt fehlt uns heute – dieser Diskurs ist erloschen. Mit ihm verschwand die besondere Theorie der Position des Menschen in der Welt, in deren Zusammenhang der Gegenstand relevant war. Das, was also vergessen wurde und das, was wir heute damit verbinden, bildet in seiner Gesamtheit das Dispositiv X bzw. ein Gesamt-Dispositiv „archäologische Artefakte“.
Ein weiteres Beispiel liefert der US-amerikanische Soziologe Erving Goffman, wobei er die Zusammensetzung des Foucaultschen Dispositivs aus Gesagtem und Ungesagtem erklärt:

„[...] es (gibt) in einem gewichtigen Sinn nur ein vollständig ungeniertes und akzeptables männliches Wesen in Amerika: ein junger, verheirateter, weißer, städtischer, nordstaatlicher, heterosexueller, protestantischer Vater mit Collegebildung, voll beschäftigt, von gutem Aussehen, normal in Gewicht und Größe und mit Erfolgen im Sport [...]. Jeder Mann, der in irgendeinem dieser Punkte versagt, neigt dazu, sich – wenigstens augenblicksweise – für unwert, unvollkommen und inferior zu halten.“